# 포드 피에스타
포드 피에스타(Ford Fiesta)는 포드가 생산하는 B 세그먼트에 속하는 해치백 형의 소형 승용차이다.

## 1세대

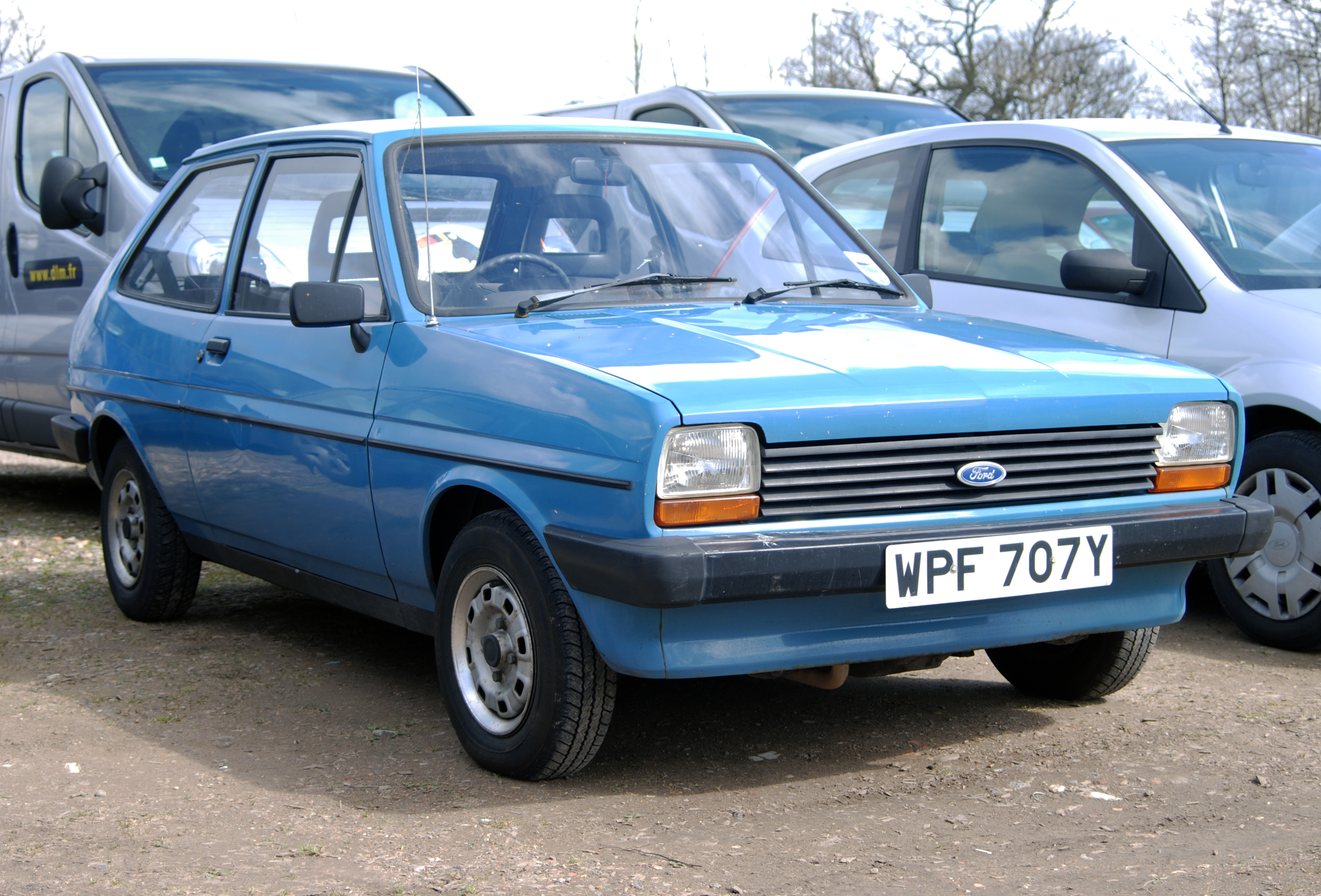
포드 피에스타 정측면

1976년 9월에 출시되었다. 1959년에 개발된 영국 포드의 켄트 엔진을 기반으로 크게 향상된 OHV 1.0L / 1.1L 엔진을 가로로 탑재하였으며, 구동 방식은 전륜구동였다. 바디 타입은 3도어 해치백과 화물 밴만 있었는데 포드 산하였던 이탈리아의 디자인 개발 회사인 카로체리아 기아를 설계에 협력 한 것으로 알려졌다. 1977년에는 1.3L 모델이 추가되었다. 미국에서도 팔렸으나, 저조한 판매 실적으로 인해 1980년에 미국 내 판매가 중단되었다.

## 2세대

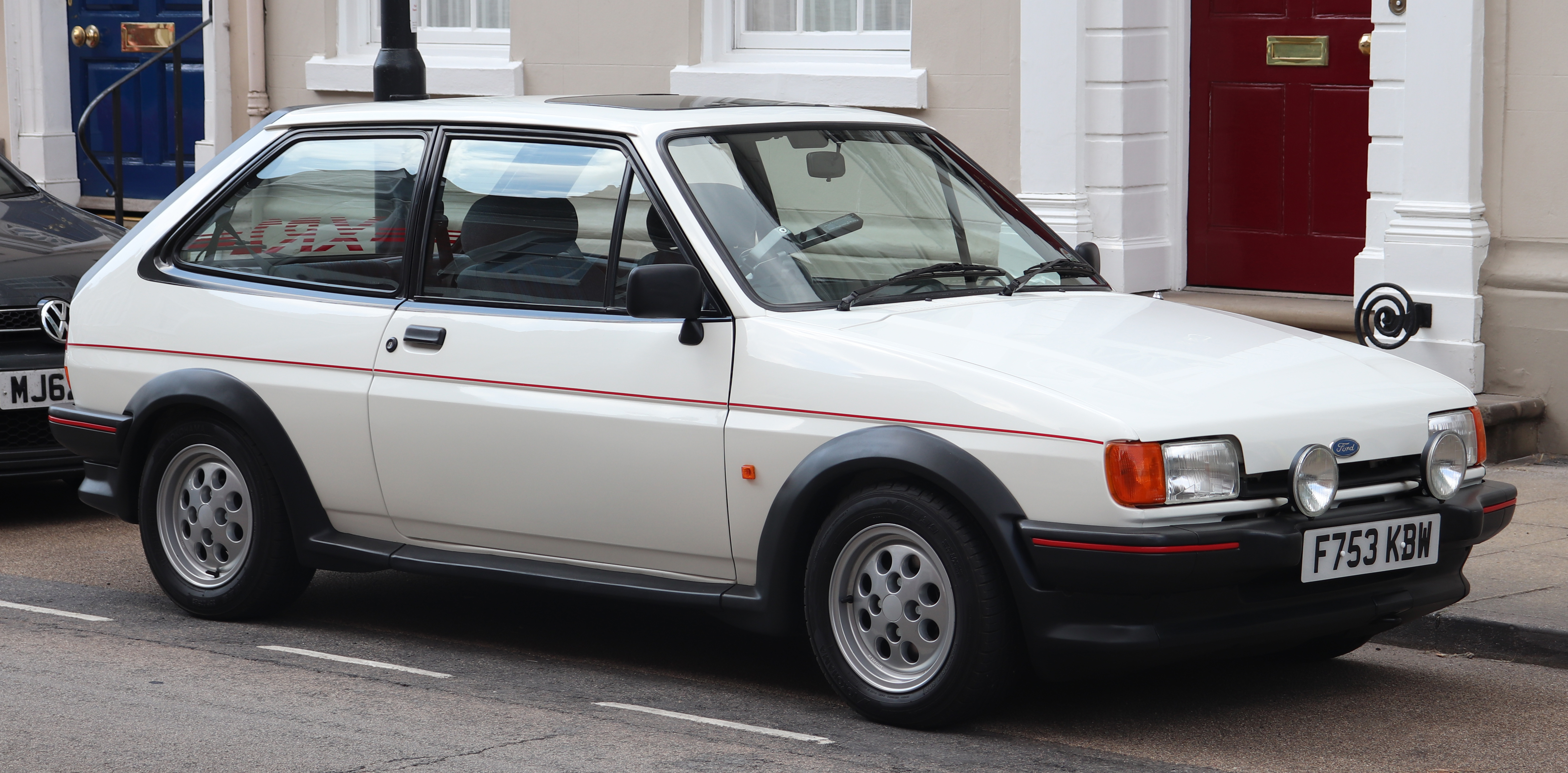
포드 피에스타 정측면

1983년 8월에 선보였다. 디자인은 큰 폭으로 변경되었으나, 옆모습은 1세대와 별 차이가 없어 1세대의 풀 모델 체인지 차종이 아닌 페이스 리프트 차종이다. 1세대와 마찬가지로 바디 타입은 3도어 해치백과 화물 밴만 구성되어 있었다.

## 3세대

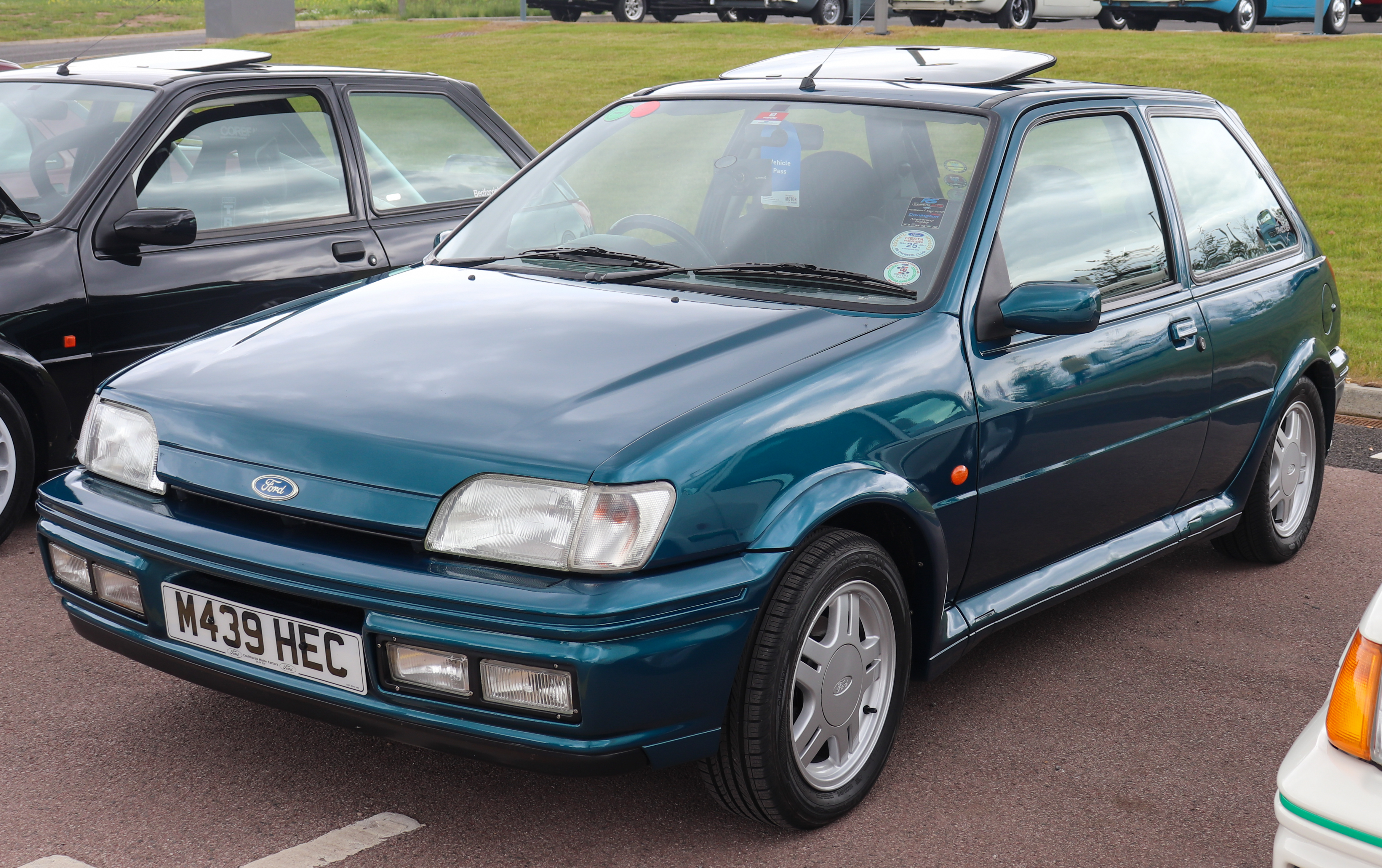
포드 피에스타 5도어 정측면

1988년 말에 코드네임인 BE-13으로 공개되었고, 1989년 2월에 풀 모델 체인지를 거쳤다. 2세대까지는 3도어 해치백과 화물 밴만 구성되어 있었지만 3세대부터는 5도어 해치백이 추가되었다. 1989년에 고성능 사양인 XR2i가 추가되었다. 1995년에 페이스 리프트를 거쳤으나, 병행 판매되다 1997년에 단종되었다.

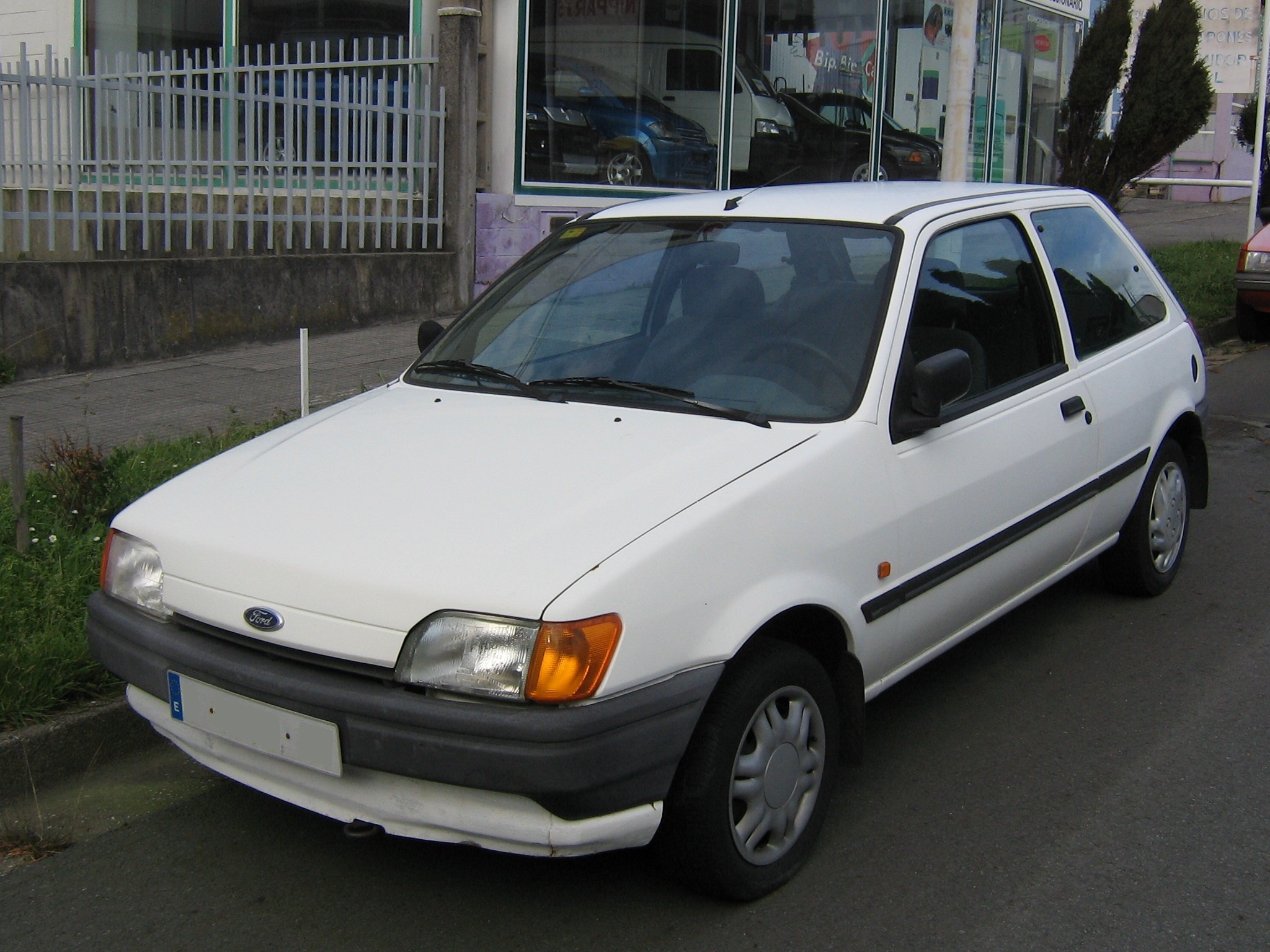
포드 피에스타 3도어 정측면
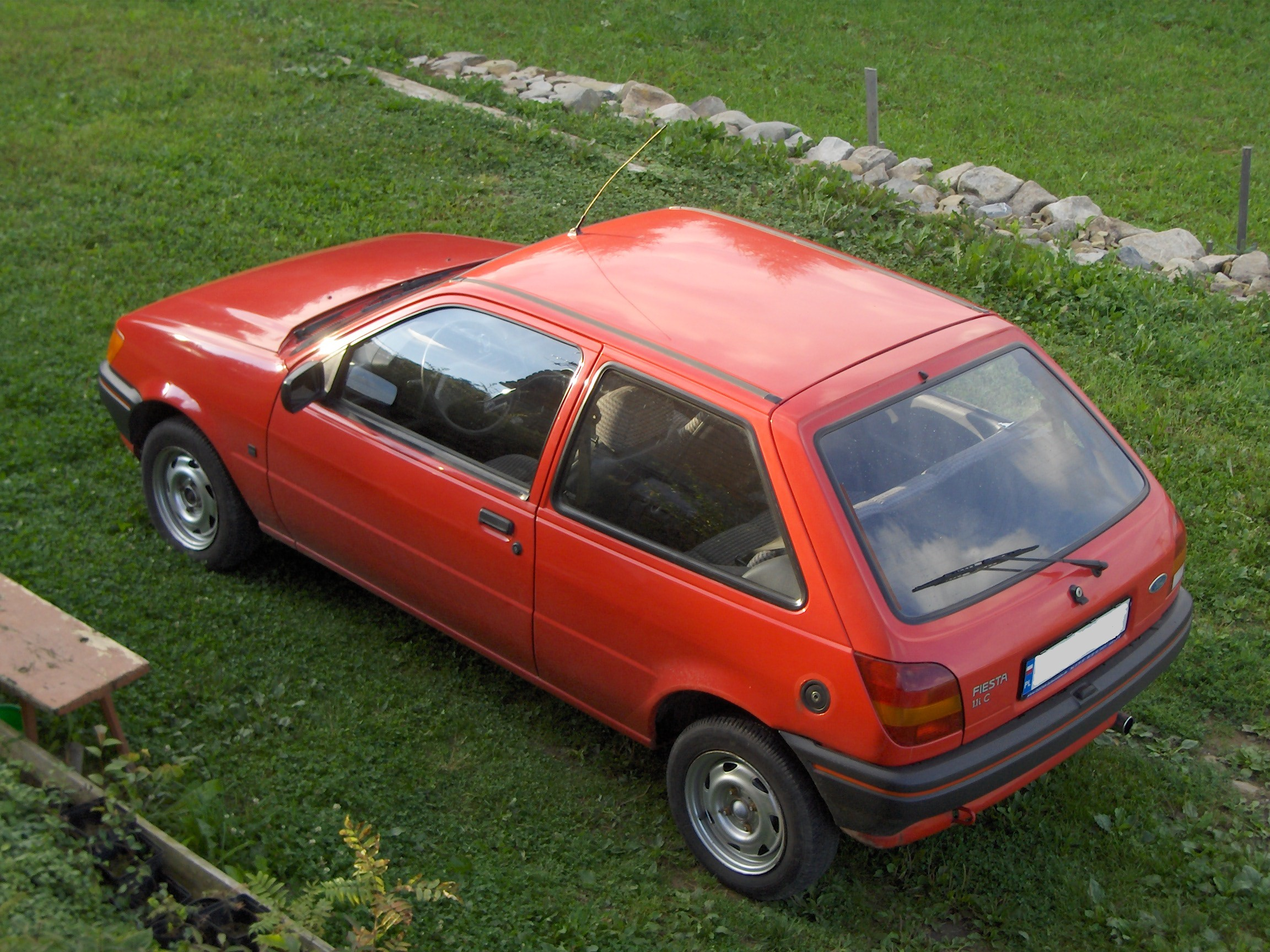
포드 피에스타 3도어 후측면

## 4세대

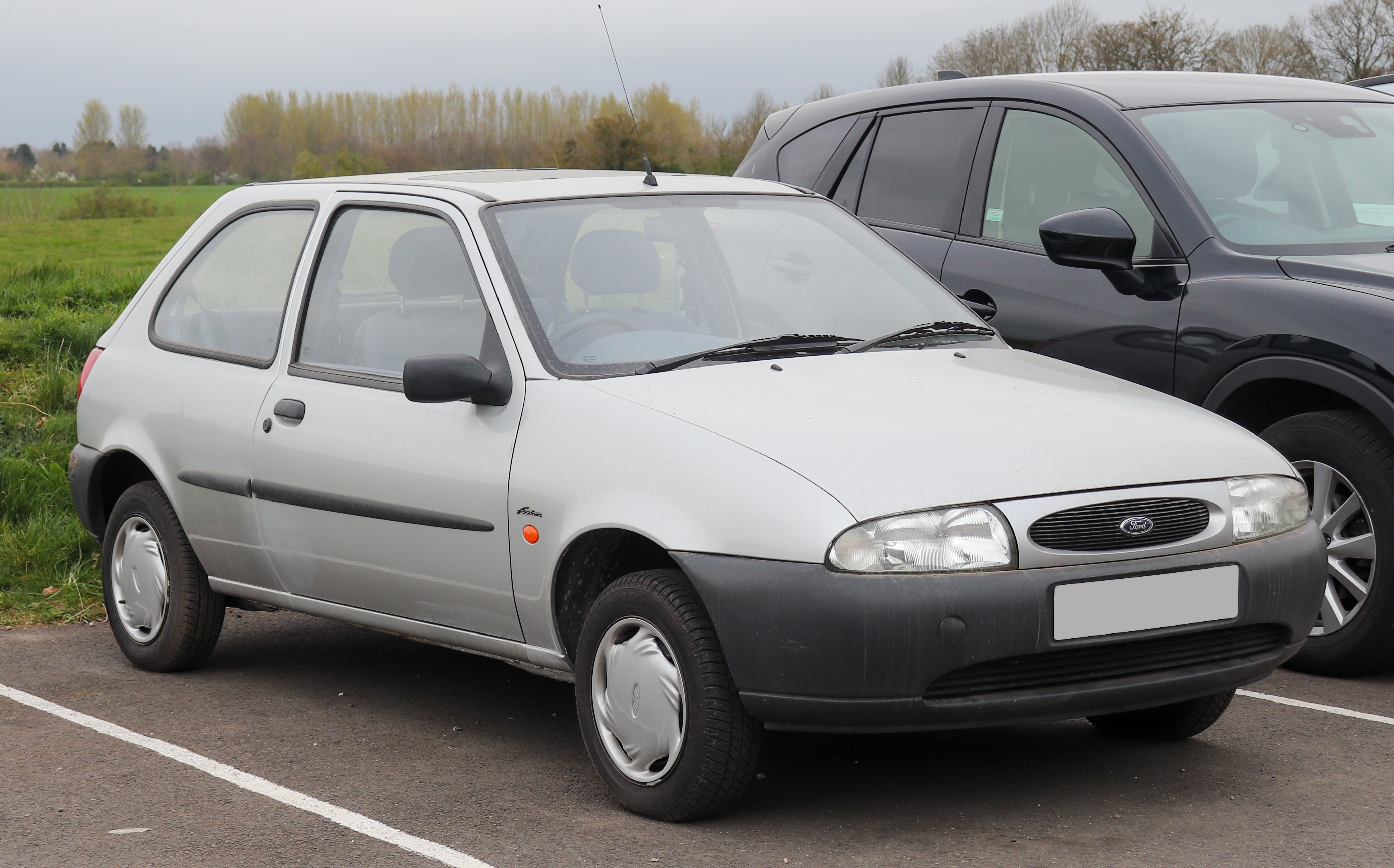
포드 피에스타(전기형) 3도어 정측면

1995년에 선보였다. 디자인은 큰 폭으로 변경되었으나, 옆모습은 3세대와 크게 차이나지 않으므로 3세대의 풀 모델 체인지 차종이 아닌 페이스 리프트 차종이다. 1999년에 다시 한번 페이스 리프트를 거쳤다. 브라질에서는 피에스타 스트리트라는 이름으로 수입되었다.

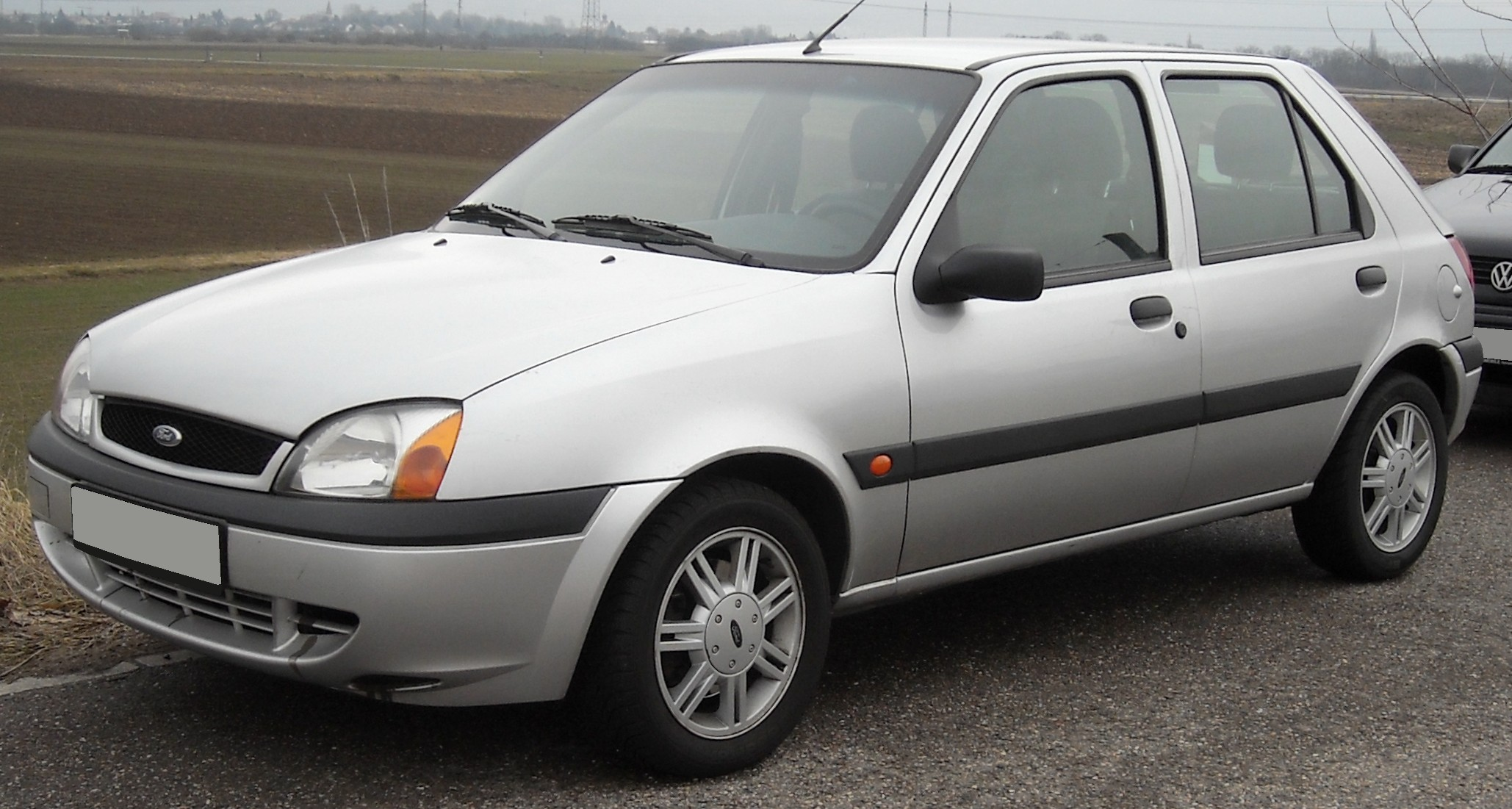
포드 피에스타(후기형) 5도어 정측면
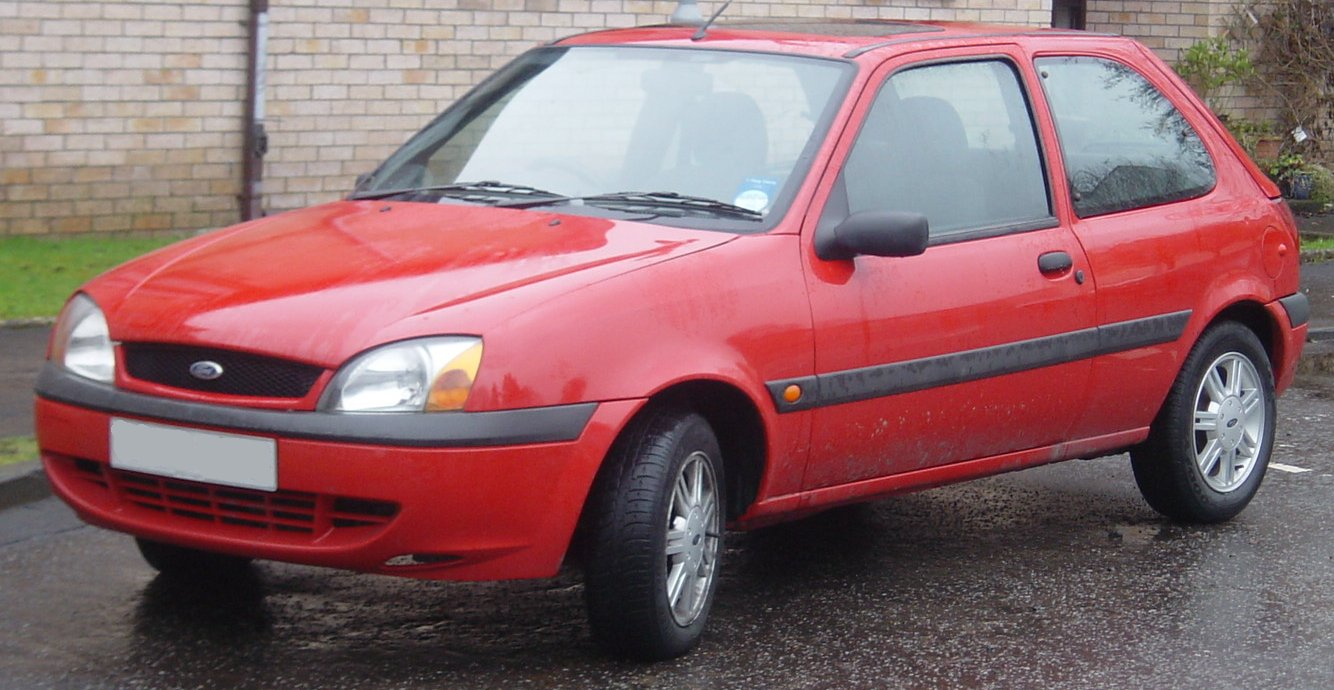
포드 피에스타(후기형) 3도어 정측면

## 5세대

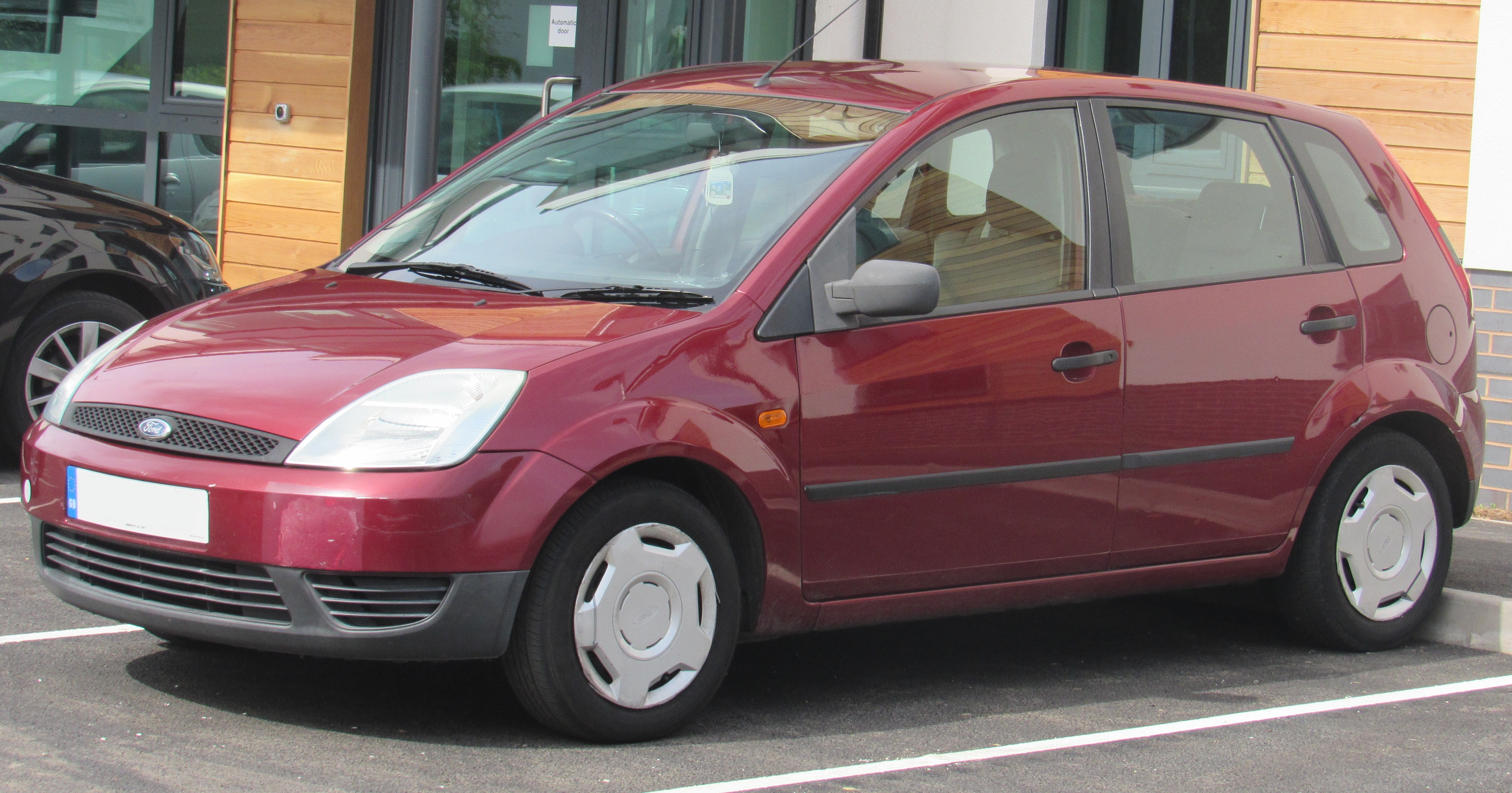
포드 피에스타(전기형) 5도어 정측면

2002년 4월 1일에 출시되었다. DY 플랫폼을 활용하였으며, 엔진은 가솔린 1.3L, 1.6L 디젤, 1.4L 터보로 구성되었다. 2005년 11월에 페이스 리프트를 거치면서 150마력의 2.0L 엔진에 5단 수동변속기를 조합한 3도어 ST 트림이 추가되었다.

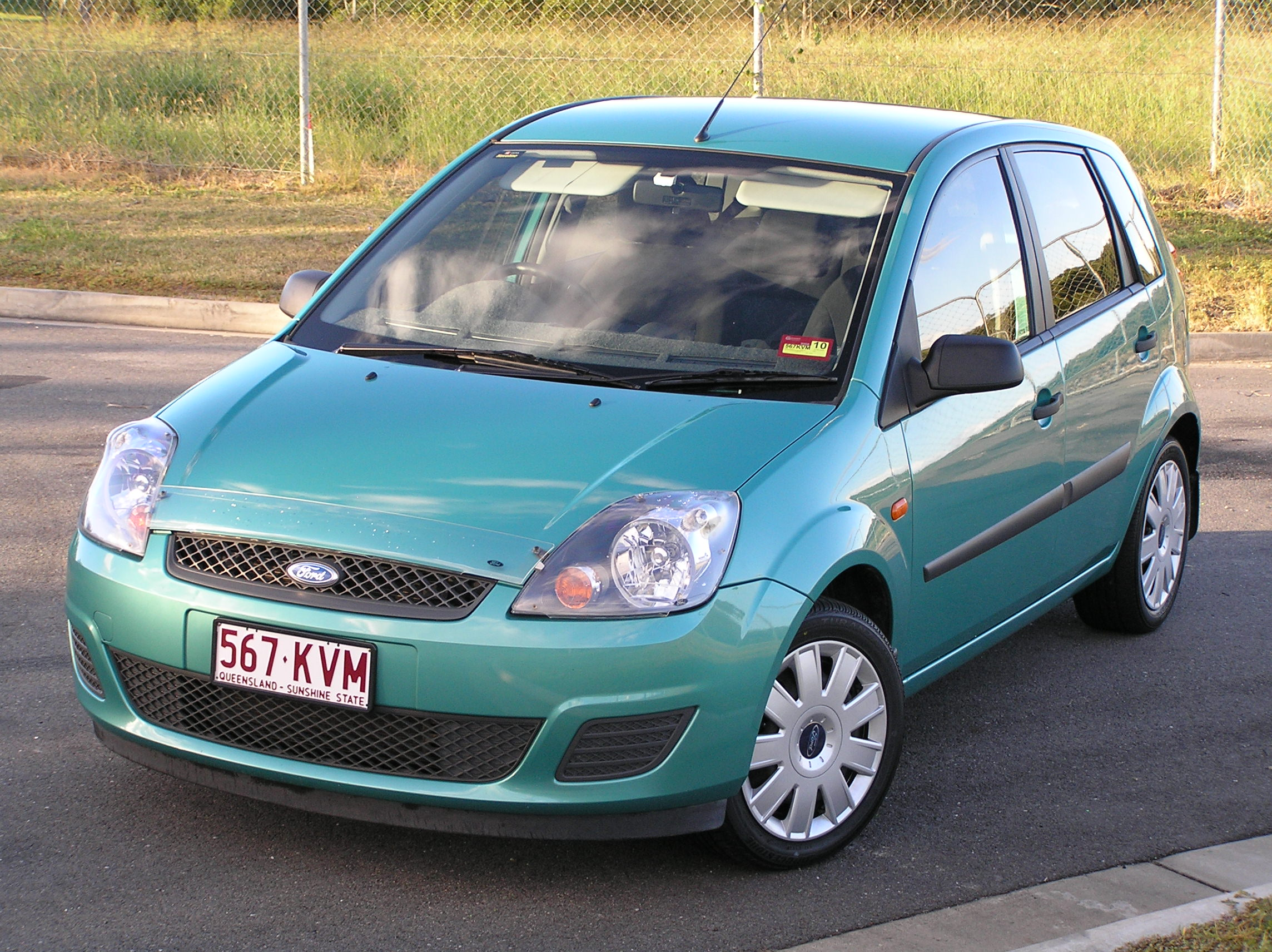
포드 피에스타(후기형) 5도어 정측면
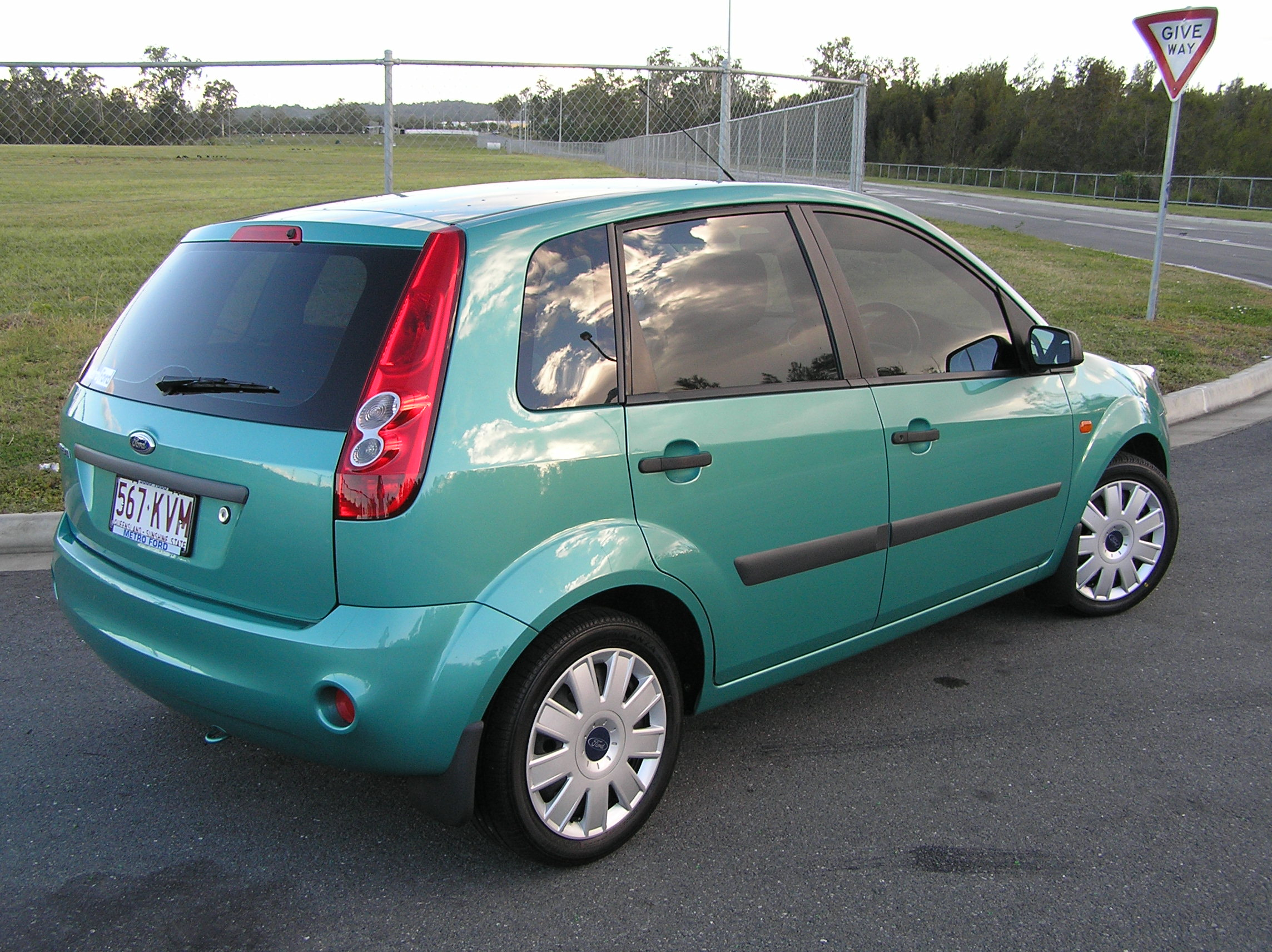
포드 피에스타(후기형) 5도어 후측면

## 6세대

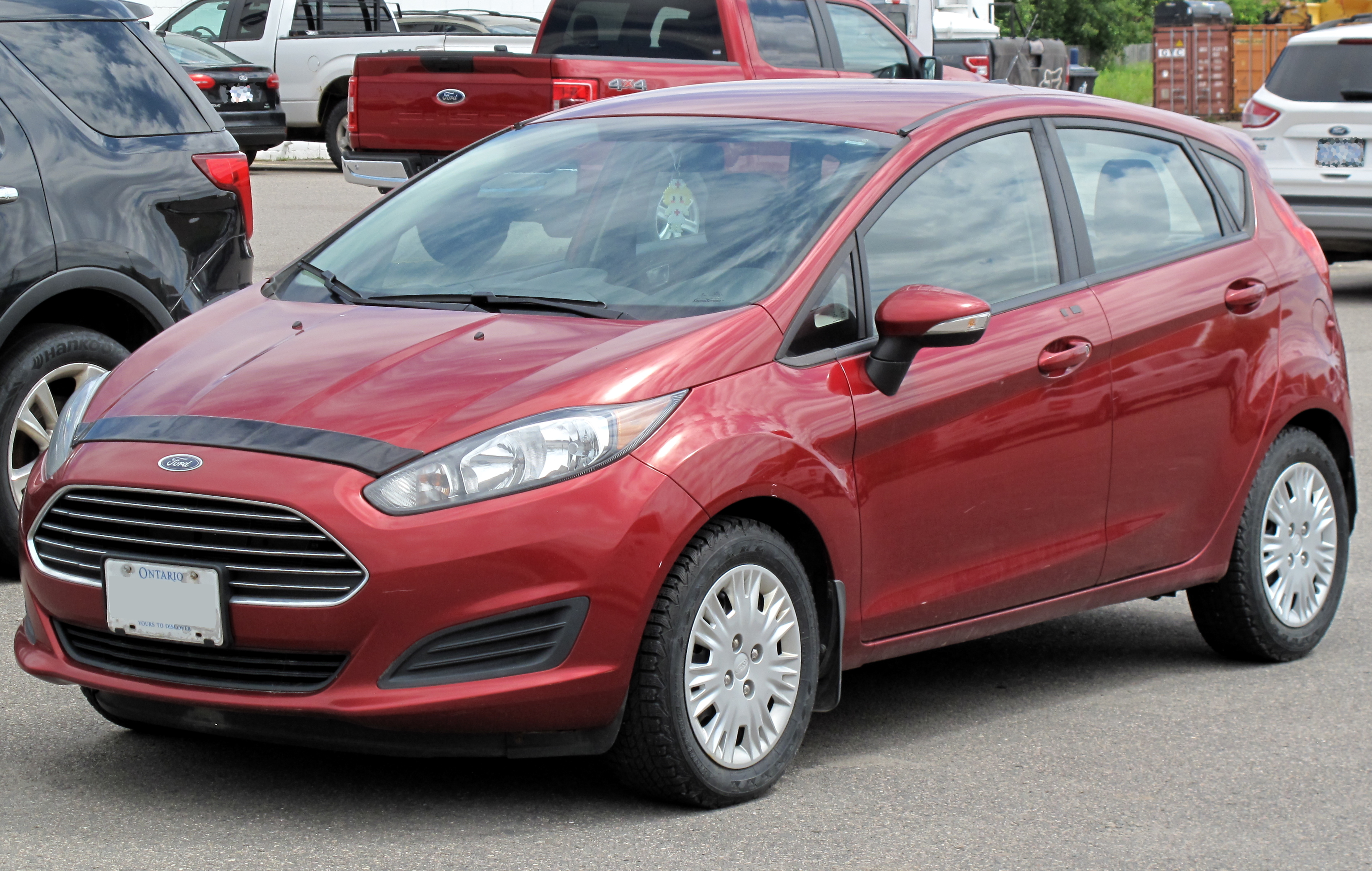
포드 피에스타 정측면

2007년 프랑크푸르트 모터쇼에서 포드 베르베 컨셉트로 우선 선보였으며, 1년 뒤인 2008년 8월에 독일에서 생산이 최초로 시작되었다. 북미 시장에서는 1세대 이후 29년만에 재진출하게 되었다. 2013년에 부분변경을 거쳤다. 유럽 시장에서는 2017년 후속 모델의 출시로 단종되었으나 다른 시장에서는 2019년까지 판매가 진행되었다.

## 7세대
2016년에 쾰른에서 공개되었으며, 2017년부터 판매되기 시작하였다.

## 경쟁 차량
- 현대자동차 - 엑센트, i20
- 기아자동차 - 프라이드
- 쉐보레 - 아베오
- 폭스바겐 - 폴로
- 푸조 - 208
- 스코다 - 파비아
- 닛산 - 마치
- 오펠 - 코르사
- 르노 - 클리오
- 시트로엥 - C3
- 아우디 - A1
- 세아트 - 이비자
- 미니 - 미니 해치백
- 피아트 - 푼토
- 알파 로메오 - 미토
- 토요타 - 비츠
- 혼다 - 피트
- 마쓰다 - 데미오